# Вайратер, Тина
Кристи́на «Ти́на» Вайра́тер (нем. Tina Weirather; 24 мая 1989, Вадуц) — лихтенштейнская горнолыжница, бронзовый призёр зимних Олимпийских игр 2018 года и серебряный призёр чемпионата мира 2017 года в супергиганте (единственные медали для Лихтенштейна на Олимпийских играх и чемпионатах мира в XXI веке), обладательница двух малых Хрустальных глобусов Кубка мира 2016/17 и  2017/18 в зачёте супергиганта, победительница 9 этапов Кубка мира. Двукратная чемпионка мира среди юниоров.

## Биография
Тина родилась в Вадуце, в семье прославленных горнолыжников. Её отец, Харти Вайратер, был чемпионом мира в скоростном спуске, выступая за Австрию, а мать, Ханни Венцель — двукратная олимпийская чемпионка и чемпионка мира. Дядя Тины Андреас Венцель — тоже призёр Олимпийских игр, чемпион мира и обладатель Кубка мира.
Дебютировала на Кубке мира 22 октября 2005 года в Зёльдене, где заняла 55-е место в первой попытке гигантского слалома и не квалифицировалась во вторую попытку .
В феврале 2006 года принимала участие в Олимпиаде. На Играх она заняла 33-е место в супергиганте, а в скоростном спуске не смогла финишировать. Перед Олимпиадой в Ванкувере, на которой Тина должна была участвовать в четырёх дисциплинах (исключая слалом), она получила тяжелую травму — разрыв крестообразных связок, что не позволило ей не только выступить на Олимпиаде, но и выбило из соревнований более чем на год.
После возвращения на Кубок мира Вайратер провела очень удачный сезон 2011/12. Она попала в десятку общего зачета, а в зачете скоростного спуска стала вице-чемпионкой, уступив только непобедимой Линдси Вонн. В этом же сезоне Тина впервые покорила подиум Кубках мира, став второй в скоростном спуске, который проходив в канадском Лейк Луисе. Всего за сезон Тина покорила 5 подиумов в скоростных дисциплинах.
Сезон 2012/13 выдался не столь успешным, но зато принес Тине первую в карьере победу. Это случилось 1 марта 2013 года в Гармиш-Партенкирхене в соревнованиях по супергиганту.
Очень успешно начала сезон 2013/14, до начала Олимпийских игр в Сочи Тина девять раз попадала в тройку лучших на этапах Кубка мира в скоростном спуске, супергиганте и гигантском слаломе, одержав в том числе две победы.
В феврале 2014 года стала знаменосцем сборной Лихтенштейна на церемонии открытия зимних Олимпийских игр в Сочи.

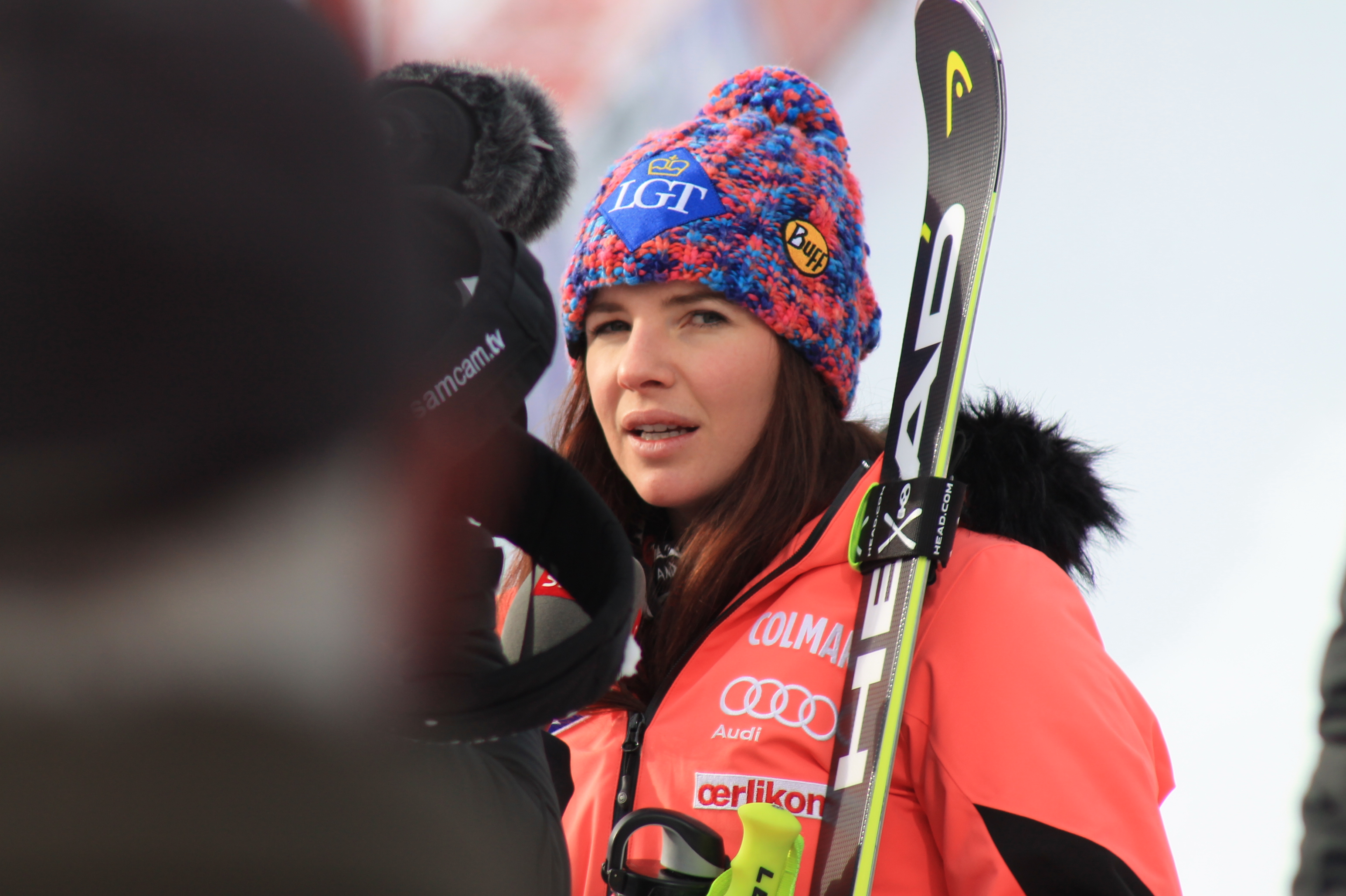
Тина в декабре 2017 года в Валь-д’Изере

На Олимпиаде в Сочи должна была стартовать в четырёх дисциплинах, но на тренировке скоростного спуска 9 февраля получила травму правой ноги, из-за которой была вынуждена полностью пропустить Олимпийские игры, а также завершение самого успешного в карьере сезона Кубка мира. На момент начала Олимпиады Тина занимала второе место в общем зачёте Кубка мира, а также второе место в зачётах скоростного спуска и супергиганта и третье место в зачёте гигантского слалома. По итогам сезона Тина, несмотря на большое количество пропущенных стартов, заняла высшее в карьере пятое место в общем зачёте, а также стала третьей в зачёте супергиганта.
В сезоне 2016/2017 завоевала свой первый в карьере малый кубок в дисциплине супергигант, показав стабильно высокие показатели (серебро в супергиганте на ЧМ-2017), и выиграв финальный этап Кубка мира в Аспене.
В сезоне 2017/18 завоевала второй подряд малый кубок в дисциплине супергигант, несмотря на суровую конкуренцию в лице Лары Гут и Анны Файт. С солидным запасом по очкам Тина второй раз подряд смогла одержать верх. Две победы за сезон и второе место в Валь-д'Изере, несмотря на падение, после которого она каталась со сломанной костью в кисти левой руки.
На Олимпийских играх 2018 года Тина завоевала бронзу в супергиганте, всего на 0,01 сек опередив швейцарку Лару Гут. Эта медаль стала для Лихтенштейна первой на Олимпийских играх в XXI веке во всех видах спорта. В скоростном спуске Тина стала четвёртой, проиграв 0,16 сек бронзовому призёру Линдси Вонн.
В сезоне 2018/19 Тина трижды поднималась на подиум на этапах Кубка мира в супергиганте и заняла третье место в зачёте этой дисциплины (пятое в карьере попадание в тройку лучших в зачёте супергиганта по итогам Кубка мира), однако в других дисциплинах Тина выступала неудачно и в общем зачёте заняла только 17-е место, низшее с 2013 года. На чемпионате мира 2019 года в шведском Оре Вайратер также выступила неудачно, лучший результат — 18-е место в скоростном спуске, в супергиганте Тина не смогла финишировать.
В марте 2020 года в возрасте 30 лет объявила о завершении карьеры

## Тина Вайратер на Олимпийских играх
| Олимпийские игры | Скоростной спуск | Супергигант | Гигантский слалом | Слалом | Комбинация |
| ---------------- | ---------------- | ----------- | ----------------- | ------ | ---------- |
| 2006 Турин       | DNF              | 33          | —                 | —      | —          |
| 2014 Coчи        | DNS              | DNS         | —                 | —      | DNS        |
| 2018 Пхёнчхан    | 4                | 3           | 22                | —      | —          |

## Победы на этапах Кубка мира (9)

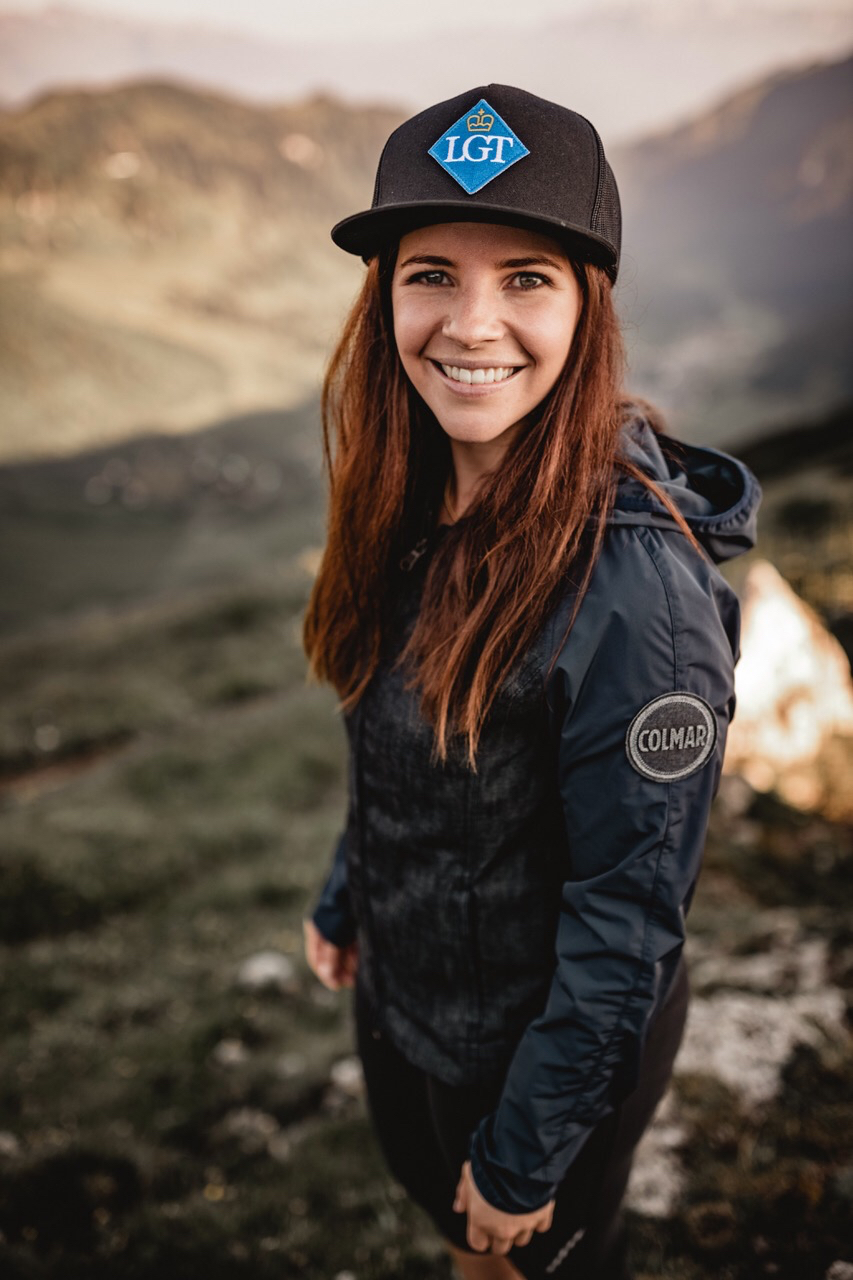
Тина в 2018 году

| № | Сезон   | Дата         | Место               | Дисциплина        |
| - | ------- | ------------ | ------------------- | ----------------- |
| 1 | 2012/13 | 1 марта 2013 | Гармиш-Партенкирхен | Супергигант       |
| 2 | 2013/14 | 14 дек 2013  | Санкт-Мориц         | Супергигант (2)   |
| 3 | 2013/14 | 22 дек 2013  | Валь-д’Изер         | Гигантский слалом |
| 4 | 2014/15 | 7 марта 2015 | Гармиш-Партенкирхен | Скоростной спуск  |
| 5 | 2015/16 | 21 фев 2016  | Ла-Тюиль            | Супергигант (3)   |
| 6 | 2015/16 | 17 мар 2016  | Санкт-Мориц         | Супергигант (4)   |
| 7 | 2016/17 | 16 мар 2017  | Аспен               | Супергигант (5)   |
| 8 | 2017/18 | 3 дек 2017   | Лейк Луиз           | Супергигант (6)   |
| 9 | 2017/18 | 3 марта 2018 | Кран-Монтана        | Супергигант (7)   |

## Выступления в Кубке мира
| Сезон   | Общий зачёт | Слалом | Гигантский слалом | Супергигант | Скоростной спуск | Комбинация |
| ------- | ----------- | ------ | ----------------- | ----------- | ---------------- | ---------- |
| 2006/07 | 56          | —      | 23                | 51          | 43               | 16         |
| 2007/08 | 109         | —      | 39                | —           | —                | —          |
| 2008/09 |             |        |                   |             |                  |            |
| 2009/10 | 58          | —      | 41                | 25          | 38               | 32         |
| 2010/11 |             |        |                   |             |                  |            |
| 2011/12 | 9           | —      | 30                | 7           | 2                | 33         |
| 2012/13 | 18          | —      | 37                | 9           | 6                | —          |

## Выступления на молодёжных чемпионатах мира
- 2006   Монт Сент-Энн
  -  Гигантский слалом
- 2007   Альтенмаркт
  -  Скоростной спуск
  -  Супергигант
  -  Гигантский слалом
- 2009  Гармиш-Партенкирхен
  -  Гигантский слалом